# جون جيمس (عسكري)
جون جيمس (بالإنجليزية: John James)‏ هو عسكري أمريكي، ولد في 1838 في مانشستر في المملكة المتحدة، وتوفي في 23 مايو 1902 في واشنطن العاصمة في الولايات المتحدة.